# Paul-Louis Halley
Paul-Louis Halley est un homme d'affaires français, né à Cherbourg (Manche) le 16 septembre 1934 et mort le 6 décembre 2003 à Woodstock (centre de l’Angleterre).

## Carrière
Paul-Louis Halley crée le groupe de grande distribution Promodès en 1961 à Caen, avec son père Paul-Auguste Halley et son frère Robert Halley en réunissant plusieurs entreprises familiales de commerce de gros, implantées en Normandie .
Président du directoire pendant vingt-cinq ans, il fait de Promodès , à force d’innovations et de rachats, un groupe international particulièrement dynamique, le premier en Europe,, qui rayonne en France sous les enseignes Continent, Champion, Shopi et 8 à Huit, et qui s’implante avec succès en Italie, Grèce, Espagne, Pologne, Belgique et Turquie ,.
Après avoir échoué à acheter le groupe Casino en 1996, Paul-Louis Halley scelle en 1999 une alliance avec un autre grand groupe de distribution, Carrefour, .
Président d'Eurocommerce à Bruxelles à partir de 1999, il devient la même année administrateur du comité stratégique de Carrefour puis son président en 2001. En 2002, il est également administrateur de Dexia.
À 69 ans, Paul-Louis Halley meurt, avec son épouse, dans un accident d'avion le 6 décembre 2003, lors de l'approche de l'aéroport d'Oxford Kidlington, à bord d'un Socata TBM-700. L'Air Accidents Investigation Branch n'a pu en déterminer la cause. L'avion ne présentait aucun défaut technique. L'enquête a commencé en 2005 et a officiellement déclaré que le crash était accidentel.
Il est inhumé avec son père à Montebourg.

## Distinctions
- Chevalier dans l'ordre national de la Légion d'honneur.
- Commandeur dans l'ordre national du Mérite.
- Officier dans l'ordre du Mérite agricole.